# Grupa Dowatora

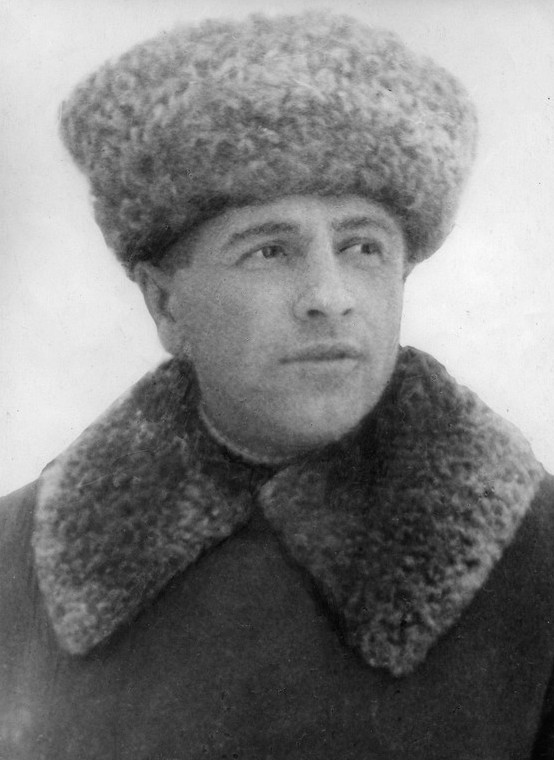
Gen. Lew Dowator, dowódca oddziału kawalerii zwanego Grupą Dowatora.

Grupa Dowatora (ros. Γрупa Доватора) – oddział kawalerii Armii Czerwonej.
Oddział kawalerii dowodzony przez gen. Lwa Dowatora powstał w sierpniu 1941 przy 29 Armii. Od nazwiska Dowódcy nazwany został Grupą Dowatora. Grupa dokonała udanego rajdu na tyły wojsk niemieckich atakujących Moskwę.  W składzie 16 Armii, sprawnie wywiązywała się z obrony linii frontu ciągnącej się od Wołokołamska aż do zbiornika na Wołdze.
Na bazie kawaleryjskiej Grupy Dowatora 20 listopada 1941 utworzony został 3 Korpus Kawalerii. 

## Dowódca Grupy Dowatora
- gen. mjr Lew Dowator[1].

## Struktura organizacyjna
- 50 Dywizja Kawalerii
- 52 Dywizja Kawalerii[1].